# Piusridders
Het College van de Piusridders, ook "Collegio dei Cavalieri Pii", of "Collegio dei Cavalieri Piani" of "Collegio dei Cavalieri Partecipanti" werd in maart 1559 door paus Pius IV in zijn bul "Pii Patris Amplissi" ingesteld. Het ging om een "Militia Aurata", een "Gouden Strijdmacht" die de paus terzijde zou moeten staan. Men kan de groep ridders, die allen met de rang van Paltsgraaf en erfelijk pauselijk kamerheer in de erfelijke adelstand werden verheven voor zover zij geen edelen waren, als een ridderorde beschouwen.

Het was niet de enige Militia Aurata, ook de Orde van de Gulden Spoor en de Heilige Constantinische Orde waren militaire orden die deze naam droegen.
De Piusridders hebben als instelling niet lang bestaan. Zij werden door paus Gregorius XVI weer in herinnering geroepen toen de in 1848 ingestelde Orde van Sint-Silvester een "Militia Aurata" werd en ook toen deze orde in 1905 door paus Pius X weer werd gereorganiseerd en een nieuwe Piusorde, zonder militair karakter en zonder de naam "Militia", werd ingesteld.
Het kleinood of insigne van de Piusridders is niet bekend. Aan de Piusridders herinnert de moderne Piusorde en het ambt van een pauselijk kamerheer (Italiaans: "Ufficiale della camera apostolica"). Overigens is deze gangbare Nederlandse vertaling niet geheel correct; de paus heeft ook een "Camerlengho", en ook dat betekent kamerheer.